# アレクサンダー・バインダー (映画監督)
アレクサンダー・バインダー（Alexander Binder、1969年 - ）はオーストリア、オーバーエスターライヒ州バート・イシュル出身の映画監督。